# Sophie-Marguerite d'Oettingen-Oettingen
Sophie Marguerite d'Oettingen-Oettingen (en allemand Sophie Margarete zu Oettingen-Oettingen) est née à Ulm (Allemagne) le 19 décembre 1634 et meurt à Ansbach le 5 août 1664. Elle est une noble allemande, fille du comte Joachim-Ernest d'Oettingen-Oettingen (1612-1658) et d'Anne-Sibylle de Solms-Sonnenwalde (1615-1635). 

## Mariage et descendance
Le 15 octobre 1651 elle se marie à Oettingen avec Albert II de Brandebourg-Ansbach (1620-1667), fils de Joachim-Ernest de Brandebourg-Ansbach (1583-1625) et de Sophie de Solms-Laubach (1594-1651). De ce mariage naissent :
- Louise Sophie (1652-1668)
- Jean-Frédéric de Brandebourg-Ansbach (1654-1686), marié en premières noces avec la princesse Jeanne-Élisabeth de Bade-Durlach (1651-1680), et après avec Éléonore-Erdmuthe de Saxe-Eisenach (1662-1696).
- Albert-Ernest (1659-1674)
- Dorothée-Charlotte de Brandebourg-Ansbach (1661-1705), mariée avec Ernest-Louis de Hesse-Darmstadt (1667-1739)
- Éléonore-Julienne de Brandebourg-Ansbach (1663-1724), mariée avec Frédéric-Charles de Wurtemberg-Winnental (1652-1698)